# Bence Nádas
Bence Nádas (Budapest, 17 de abril de 1996) es un deportista húngaro que compite en piragüismo en la modalidad de aguas tranquilas.
Participó en dos Juegos Olímpicos de Verano, obteniendo una medalla de plata en París 2024, en la prueba de K2 500 m, y el cuarto lugar Tokio 2020, en la prueba de K2 1000 m.
Ganó seis medallas en el Campeonato Mundial de Piragüismo entre los años 2014 y 2023, y seis medallas en el Campeonato Europeo de Piragüismo entre los años 2016 y 2024.

## Palmarés internacional
| Juegos Olímpicos   | Juegos Olímpicos            | Juegos Olímpicos  | Juegos Olímpicos |
| Año                | Lugar                       | Medalla           | Competición      |
| ------------------ | --------------------------- | ----------------- | ---------------- |
| 2024               | París (Francia)             | Medalla de plata  | K2 500 m         |
| Campeonato Mundial |                             |                   |                  |
| Año                | Lugar                       | Medalla           | Competición      |
| 2014               | Moscú (Rusia)               | Medalla de oro    | K1 4 × 200 m     |
| 2017               | Račice (República Checa)    | Medalla de plata  | K2 500 m         |
| 2018               | Montemor-o-Velho (Portugal) | Medalla de bronce | K1 500 m         |
| 2022               | Halifax (Canadá)            | Medalla de oro    | K2 500 m         |
| 2023               | Duisburgo (Alemania)        | Medalla de plata  | K2 500 m         |
| 2023               | Duisburgo (Alemania)        | Medalla de plata  | K4 500 m         |
| Campeonato Europeo |                             |                   |                  |
| Año                | Lugar                       | Medalla           | Competición      |
| 2016               | Moscú (Rusia)               | Medalla de oro    | K4 500 m         |
| 2016               | Moscú (Rusia)               | Medalla de bronce | K1 500 m         |
| 2017               | Plovdiv (Bulgaria)          | Medalla de oro    | K2 500 m         |
| 2017               | Plovdiv (Bulgaria)          | Medalla de oro    | K4 500 m         |
| 2022               | Múnich (Alemania)           | Medalla de oro    | K2 500 m         |
| 2024               | Szeged (Hungría)            | Medalla de oro    | K2 500 m         |